# Moon Hee-kyung
Moon Hee-kyung (22 de diciembre de 1965) es una actriz surcoreana. 

## Carrera
Debutó como actriz de teatro musical en 1995. También ha desempeñado roles de apoyo en películas y series de televisión, en particular Skeletons in the Closet (también conocida como Shim's Family) en 2007.
El 21 de noviembre de 2020 se unió al elenco principal de la serie The In-Laws (también conocida como "Daughter-in-Law") donde da vida a Park Gi-dong, hasta ahora.

## Filmografía

### Series de televisión
| Año       | Título                                          | Rol                      | Red           | Ref.                 |
| --------- | ----------------------------------------------- | ------------------------ | ------------- | -------------------- |
| 2008      | My Life's Golden Age                            | Lee Man-sook             | MBC           |                      |
| 2009      | Iris                                            |                          | KBS2          |                      |
| 2010      | Harvest Villa                                   | Noh Mae-ja               | tvN           | [ 4 ]                |
| 2010      | Giant                                           | Oh Nam-sook              | SBS           |                      |
| 2010      | Drama Special "Hot Coffee"                      | Ji-sook                  | KBS2          |                      |
| 2010      | Dr. Champ                                       | Go Mi-ja                 | SBS           |                      |
| 2011      | 49 Days                                         | Bang Hwa-joon            | SBS           |                      |
| 2011      | Hooray for Love                                 | Sunny Park               | MBC           |                      |
| 2011      | The Great Gift                                  | Yoon Joo-hee             | SBS           |                      |
| 2011      | Bride of the Sun                                | Gong Kyung-sook          | SBS           |                      |
| 2012      | The Moon and Stars for You                      | Go Mi-ja                 | KBS1          |                      |
| 2012      | The Birth of a Family                           | Park Geum-ok             | SBS           |                      |
| 2012      | The Great Seer                                  | Daemuryeo                | SBS           |                      |
| 2013      | Good Doctor                                     | Mrs. Jang                | KBS2          |                      |
| 2013      | Drama Special : "Eun-guk and the Ugly Duckling" |                          | KBS2          | [ 5 ]                |
| 2014      | Noblewoman                                      | Park Kyung-ja            | jTBC          | [ 6 ]                |
| 2014      | Inspiring Generation                            | directora de enfermería  | KBS2          |                      |
| 2014      | You're All Surrounded                           | Yoo Ae-yeon              | SBS           | [ 7 ]                |
| 2014      | The Idle Mermaid                                | madre de Yoon Jin-ah     | tvN           |                      |
| 2014      | Naeil's Cantabile                               |                          | KBS2          |                      |
| 2014      | You Are the Only One                            | Park Joo-ran             | KBS1          | [ 8 ]                |
| 2015      | My Heart Twinkle Twinkle                        | profesora de música      | SBS           |                      |
| 2015      | Rosy Lovers                                     | Emma Lee                 | MBC           |                      |
| 2016      | Secrets of Women                                | Yoo Jang-mi              | KBS2          |                      |
| 2016      | Second To Last Love                             | Na Choon-woo             | SBS           |                      |
| 2017      | Whisper                                         | Yoon Jung-ok             | SBS           |                      |
| 2017      | Because This is My First Life                   | Jo Myung-ji              | tvN           |                      |
| 2017      | The Lady in Dignity                             | Madam Geum               | JTBC          |                      |
| 2017      | Sisters-in-Law                                  | Yoo So-hee               | MBC           |                      |
| 2018      | Nice Witch                                      | Kim Gong-joo             | SBS           | [ 9 ] [ 10 ]         |
| 2018      | The Great Seducer                               | Oh Se-ri                 | MBC           |                      |
| 2018      | Laughter In Waikiki 2                           | Madre de Min-seok        | JTBC          |                      |
| 2019      | Liver or Die                                    |                          | KBS2          |                      |
| 2019      | Graceful Family                                 | Ha Young-seo             | MBN           |                      |
| 2020      | Hi Bye, Mama!                                   | Lee Mi-ja                | tvN           |                      |
| 2020      | I've Returned After One Marriage                | Park Seon-hee            | KBS2          |                      |
| 2020      | Hospital Playlist                               | Madre de Yang Seok-hyung | tvN           |                      |
| 2020      | Do Do Sol Sol La La Sol                         | Gong Mi-suk              | KBS2          |                      |
| 2020-2021 | The In-Laws (No, Thank You)                     | Park Gi-dong             | Daum Kakao TV |                      |
| 2021      | Hospital Playlist 2                             | Madre de Yang Seok-hyung | tvN           |                      |
| 2021-2022 | Show Window: Queen's House                      | Kim Kang-im              | Channel A     |                      |
| 2022      | The Killer's Shopping List                      | Yang Soon                | tvN           | [ 11 ] [ 12 ] [ 13 ] |
| 2022      | Doctor Lawyer                                   | Jang Jeong-ok            | MBC           | [ 14 ]               |
| 2022      | Detrás de cada estrella                         | Kang Kyung-ok            | tvN, Netflix  | [ 15 ]               |
| 2023      | Delivery Man                                    | Park Kyung-hwa           | Genie TV, ENA | [ 16 ]               |
| 2023      | Battle for Happiness                            | Im Kang-suk              | ENA           | [ 17 ]               |

### Cine
| Año  | Título                  | Rol                          |
| ---- | ----------------------- | ---------------------------- |
| 2007 | Skeletons in the Closet | Oh Hee-kyung                 |
| 2008 | Antique                 |                              |
| 2008 | Happy Mija (short film) | Mi-ja                        |
| 2009 | Possessed               | Kyeong-ja                    |
| 2010 | Try to Remember         | (cameo)                      |
| 2011 | My Black Mini Dress     | (cameo)                      |
| 2011 | The Last Blossom        | Doctora Yoon (cameo)         |
| 2011 | If You Were Me 5        | mujer en el hospital (cameo) |
| 2013 | The Hero                | (cameo)                      |
| 2014 | You Are My Vampire      | Hwang Deok-hee               |
| 2015 | The Treacherous         |                              |
| 2016 | The Legend of a Mermaid | Ok-ja                        |